# Senozan
Senozan település Franciaországban, Saône-et-Loire megyében. Lakosainak száma 1132 fő (2022. január 1.). Senozan Asnières-sur-Saône, Boz, Charbonnières, Saint-Martin-Belle-Roche és La Salle községekkel határos.

## Népesség
A település népessége az elmúlt években az alábbi módon változott:
| Lakosok száma | 1116 | 1119 | 1136 | 1125 | 1126 | 1127 | 1128 | 1127 | 1132 |
|               | 2013 | 2015 | 2016 | 2017 | 2018 | 2019 | 2020 | 2021 | 2022 |